# NHLウィンター・クラシック
NHLウィンター・クラシック（英: NHL Winter Classic）は、毎年元日（元日が日曜日の場合は月曜日）にNHLが開催する試合。
NHLヘリテイジ・クラシック、NHLスタジアム・シリーズ同様にフットボール競技場や野球場で開催される屋外試合である。

## 歴史
2008年のピッツバーグ・ペンギンズ対バッファロー・セイバーズの試合が第1回大会として開催された。
2011年はピッツバーグ・ハインツ・フィールドで行われたが、予定されていたデーゲームが雨天により延期され、ウィンタークラシック史上初となるナイターとなった。
2013年は前年から行われているロックアウトの影響で中止となり、予定された試合は2014年に延期された。

### NHLの屋外試合
1954年2月にマーケット・プリズン・パイレーツ対デトロイト・レッドウィングスの試合が最初であり、1991年にはラスベガスのシーザーズ・パレス特設会場でロサンゼルス・キングス対ニューヨーク・レンジャースの試合が行われた。カナダでは2003年にエドモントンのコモンウェルス・スタジアムで開催されたヘリテージ・クラシックとして実施した。ヘリテージ・クラシックは2011年にはマクマーン・スタジアム、2014年にはBCプレイスでも開催された。
2013-14シーズンにはウィンタークラシック、ヘリテージ・クラシック以外にもスタジアム・シリーズとしてドジャー・スタジアムやヤンキー・スタジアム、ソルジャー・フィールドでも試合が行われている。
2016-17シーズンはNHL創設100年を記念し、BMOフィールドでNHLセンテニアル・クラシック（メープルリーフス対レッドウィングス）として開催された。

## 歴代結果
太字は勝利チーム

### NHLウィンター・クラシック
| 開催年        | 会場                           | 種類                 | ホームチーム                   | スコア   | アウェーチーム                 | 観衆    | 備考                                                                       |
| ------------- | ------------------------------ | -------------------- | ------------------------------ | -------- | ------------------------------ | ------- | -------------------------------------------------------------------------- |
| 2008年 (詳細) | ラルフ・ウィルソン・スタジアム | アメフト             | バッファロー・セイバーズ       | 1–2 (SO) | ピッツバーグ・ペンギンズ       | 71,217  | 初のウィンタークラシック。                                                 |
| 2009年 (詳細) | リグレー・フィールド           | 野球                 | シカゴ・ブラックホークス       | 4–6      | デトロイト・レッドウイングス   | 40,818  | 初めての野球場での開催。なおかつオリジナル・シックス同士の対戦であった。   |
| 2010年 (詳細) | フェンウェイ・パーク           | 野球                 | ボストン・ブルーインズ         | 2–1 (OT) | フィラデルフィア・フライヤーズ | 38,112  | 初めてホームチームが勝利。                                                 |
| 2011年 (詳細) | ハインツ・フィールド           | アメフト             | ピッツバーグ・ペンギンズ       | 1–3      | ワシントン・キャピタルズ       | 68,111  | 当初は午後1時に開始予定だったが、雨の影響で午後8時に試合開始された。       |
| 2012年 (詳細) | シチズンズ・バンク・パーク     | 野球                 | フィラデルフィア・フライヤーズ | 2–3      | ニューヨーク・レンジャース     | 46,967  |                                                                            |
| 2014年 (詳細) | ミシガン・スタジアム           | カレッジフットボール | デトロイト・レッドウィングス   | 2–3 (SO) | トロント・メープルリーフス     | 105,491 | 当初は2013年に開催予定だったが、ロックアウトの影響で2014年に延期となった。 |
| 2015年 (詳細) | ナショナルズ・パーク           | 野球                 | ワシントン・キャピタルズ       | 3-2      | シカゴ・ブラックホークス       | 42,832  |                                                                            |
| 2016年 (詳細) | ジレット・スタジアム           | アメフト             | ボストン・ブルーインズ         | 1–5      | モントリオール・カナディアンズ | 67,246  |                                                                            |
| 2017年 (詳細) | ブッシュ・スタジアム           | 野球                 | セントルイス・ブルース         | 4–1      | シカゴ・ブラックホークス       | 46,556  |                                                                            |
| 2018年 (詳細) | シティ・フィールド             | 野球                 | バッファロー・セイバーズ       | 2-3 (OT) | ニューヨーク・レンジャース     | 41,821  |                                                                            |
| 2019年 (詳細) | ノートルダム・スタジアム       | カレッジフットボール | シカゴ・ブラックホークス       | 2-4      | ボストン・ブルーインズ         | 76,126  |                                                                            |
| 2020年 (詳細) | コットン・ボウル               | カレッジフットボール | ダラス・スターズ               | 4-2      | ナッシュビル・プレデターズ     | 85,630  |                                                                            |
| 2022年 (詳細) | ターゲット・フィールド         | 野球                 | ミネソタ・ワイルド             | 4-6      | セントルイス・ブルース         | 38,519  | 当初は2021年に開催予定だったが、COVID-19の影響で2022年に延期となった。     |
| 2023年 (詳細) | フェンウェイ・パーク           | 野球                 | ボストン・ブルーインズ         | 2-1      | ピッツバーグ・ペンギンズ       | 39,243  |                                                                            |
| 2024年 (詳細) | T-モバイル・パーク             | 野球                 | シアトル・クラーケン           | 3–0      | ベガス・ゴールデンナイツ       | 47,313  |                                                                            |

### ヘリテージ・クラシック
| 開催年 | 開催日   | 会場                       | 観衆   | ホームチーム             | スコア | アウェーチーム                 | 備考                             |
| ------ | -------- | -------------------------- | ------ | ------------------------ | ------ | ------------------------------ | -------------------------------- |
| 2003年 | 11月22日 | コモンウェルス・スタジアム | 57,167 | エドモントン・オイラーズ | 3–4    | モントリオール・カナディアンズ | レギュラーシーズンで初の屋外試合 |
| 2011年 | 2月20日  | マクマーン・スタジアム     | 41,022 | カルガリー・フレームス   | 4–0    | モントリオール・カナディアンズ | 8年ぶりの開催。                  |
| 2014年 | 3月2日   | BCプレイス・スタジアム     | 54,194 | バンクーバー・カナックス | 2–4    | オタワ・セネターズ             |                                  |